# 小川駒橘
小川 駒橘（おがわ こまきつ、1844年（弘化元年） - 1922年（大正11年））は、明治期の官吏（官僚）、実業家。実兄に長屋喜弥太初代和歌山市長、婿養子に小川琢治、孫に小川芳樹、貝塚茂樹、湯川秀樹、小川環樹、阪田泰二、曾孫に貝塚啓明、玄孫に阪田渉、柿沢未途がいる。

## 経歴
紀州和歌山藩士長屋専之丞の三男として生まれる。長州戦争に従軍。小川家に養われて小川姓を継ぐ。1866年（慶応2年）、慶應義塾に入塾。1871年（明治4年）、久居藩の依頼によって同地で教鞭を取る。1873年（明治6年）文部省翻訳課に出仕し、1875年（明治8年）内務省戸籍寮、長崎師範学校校長となる。1880年（明治13年）、横浜正金銀行創立に参加し役員。